# جيمس منزيس
جيمس منزيس هو فلاح وسياسي أمريكي، ولد في 3 سبتمبر 1830، وتوفي في 22 مارس 1913. نشط حزبياً في الحزب الجمهوري. وقد انتخب عضو جمعية ولاية ويسكونسن ‏.